# 福島県道184号白坂停車場小田倉線
福島県道184号白坂停車場小田倉線（ふくしまけんどう184ごう しらさかていしゃじょうおだくらせん）は、福島県白河市から西白河郡西郷村に至る一般県道である。

## 路線概要
- 起点：福島県白河市白坂字大倉矢見（JR東北本線白坂駅前）
- 終点：福島県西白河郡西郷村大字小田倉字大清水
- 総延長：5.260 km[1]
  - 実延長：4.883 km
- 路線認定年月日：1959年8月31日[2]

白坂駅だけでなく、沿線の白坂工業団地や白河グリーンスタジアムへのアクセス道路としても機能している。

### 重用路線
- 福島県道183号白坂停車場線（白河市白坂字大倉矢見〈起点〉～同市白坂字三輪台）

### 道路施設
白馬橋
- 全長：48.55 m
  - 主径間：30.2 m
- 幅員：6.5（14.0） m
- 形式：単純PCプレテンT桁橋+単純PCポステンバイプレI桁橋
- 竣工：1997年度

白河市白坂字勝多石に位置し、JR東北本線を渡る。原中踏切除却のための立体交差事業として架橋された。橋名はかつて近隣に帝国陸軍軍馬補充部があったことから。
大平橋
- 全長：38.6 m
- 幅員：8 m
- 竣工：1973年[4]

西郷村小田倉字大平から字大清水に至り、東北自動車道を渡る。2013年度に無歩道区間の解消のため地方特定道路整備事業として大平橋側道橋が建設された。
大平橋側道橋
- 全長：38.8 m
- 幅員：2.0 m
- 形式：鋼単純中路式I桁橋
- 竣工：2013年度
- 施工：矢田工業

## 通過する自治体
- 福島県
  - 白河市 - 西白河郡西郷村

## 接続・交差する道路
- 白河市内
  - 福島県道183号白坂停車場線 国道294号方面（白坂字三輪台）
- 西郷村内
  - 国道4号・福島県道281号増見小田倉線（小田倉字大清水〈大清水交差点〉終点）

## 沿線
- JR東北本線 白坂駅
- アウシュビッツ平和博物館
- パナソニックグローバルものづくりセンター
- しらさかの森スポーツ公園
  - 白河グリーンスタジアム
  - 白河ブルースタジアム